# Archer City
Archer City város az USA Texas államában. Lakosainak száma 1601 fő (2020. április 1.).

## Népesség
A település népességének változása:

| 2010 | 1 834 |
| 2020 | 1 601 |